# NFI Magna Polonia
Narodowy Fundusz Inwestycyjny Magna Polonia S.A. – jeden z Narodowych Funduszy Inwestycyjnych z siedzibą w Warszawie, notowany na Giełdzie Papierów Wartościowych. Został zawiązany 15 grudnia 1994 jako jednoosobowa spółka skarbu państwa.
Najwięksi akcjonariusze (powyżej 5%) w dniu 4 listopada 2013 roku:
- Mirosław Janisiewicz 27,17%
- Rasting Limited 23,86%
- Cezary Gregorczuk 9,95%.